# Nicola Zalewski
Nicola Zalewski (Tivoli, 2002. január 23. –) lengyel válogatott labdarúgó, az olasz Atalanta középpályása.

## Pályafutása

### Klubcsapatokban
Zalewski az olaszországi Tivoliban született. Az ifjúsági pályafutását a Roma akadémiájánál kezdte.
2021-ben debütált a Roma első osztályban szereplő felnőtt csapatában. Először a 2021. május 9-ei, Crotone ellen 5–0-ra megnyert mérkőzés 80. percében, Bryan Cistante cseréjeként lépett pályára. Első gólját 2023. március 12-én, a Sassuolo ellen hazai pályán 4–3-as vereséggel zárult találkozón szerezte meg.
2025. február 1-jén kölcsönben csatlakozott az Internazionale csapatához, azzal az opcióval, hogy a szezon végén vásárlási kötelezettsége lett a klubnak. Másnap a Milan elleni derbin mutatkozott be a 76. percben Federico Dimarco cseréjeként, majd a hosszabbításban gólpasszt adott Stefan de Vrij egyenlítő góljánál. 2025. május 11-én megszerezte a Torino elleni idegenbeli mérkőzésen az első gólját, majd május 23-án véglegesítették a szerződtetését.
2025. augusztus 18-án négyéves szerződést írt alá az Atalanta csapatával.

### A válogatottban
Zalewski az U16-ostól az U21-esig szinte minden korosztályos válogatottban képviselte Lengyelországot.
2021-ben debütált a felnőtt válogatottban. Először a 2021. szeptember 5-ei, San Marino ellen 7–1-re megnyert mérkőzés 66. percében, Tymoteusz Puchaczot váltva lépett pályára.

## Statisztikák
2025. június 21. szerint
| Klub                        | Szezon   | Osztály  | Bajnokság | Bajnokság | Kupa  | Kupa | Nemzetközi | Nemzetközi | Egyéb | Egyéb | Összesen | Összesen |
| Klub                        | Szezon   | Osztály  | Meccs     | Gól       | Meccs | Gól  | Meccs      | Gól        | Meccs | Gól   | Meccs    | Gól      |
| --------------------------- | -------- | -------- | --------- | --------- | ----- | ---- | ---------- | ---------- | ----- | ----- | -------- | -------- |
| Roma                        | 2020–21  | Serie A  | 1         | 0         | 0     | 0    | 1          | 0          | —     | —     | 2        | 0        |
| Roma                        | 2021–22  | Serie A  | 16        | 0         | 1     | 0    | 7          | 0          | —     | —     | 24       | 0        |
| Roma                        | 2022–23  | Serie A  | 33        | 2         | 2     | 0    | 12         | 0          | —     | —     | 47       | 2        |
| Roma                        | 2023–24  | Serie A  | 22        | 0         | 2     | 0    | 9          | 0          | —     | —     | 33       | 0        |
| Roma                        | 2024–25  | Serie A  | 12        | 0         | 1     | 0    | 4          | 0          | —     | —     | 17       | 0        |
| Roma                        | Összesen | Összesen | 84        | 2         | 6     | 0    | 33         | 0          | 0     | 0     | 123      | 2        |
| Internazionale (kölcsönben) | 2024–25  | Serie A  | 11        | 1         | 2     | 0    | 2          | 0          | 2     | 0     | 17       | 1        |
| Internazionale (kölcsönben) | Összesen | Összesen | 11        | 1         | 2     | 0    | 2          | 0          | 2     | 0     | 17       | 1        |
| Atalanta                    | 2025–26  | Serie A  | 0         | 0         | 0     | 0    | 0          | 0          | 0     | 0     | 0        | 0        |
| Atalanta                    | Összesen | Összesen | 0         | 0         | 0     | 0    | 0          | 0          | 0     | 0     | 0        | 0        |
| Összesen                    | Összesen | Összesen | 95        | 3         | 8     | 0    | 35         | 0          | 2     | 0     | 140      | 3        |

1. 1 2 3 4  Mérkőzése(i) az Európa-ligában.
2. ↑  Mérkőzése(i) a Konferencia Ligában.
3. ↑  Mérkőzése(i) a(z) Bajnokok Ligájában
4. ↑  Mérkőzése(i) a(z) FIFA-klubvilágbajnokságon.

### A válogatottban
| Válogatott    | Év       | Pályára lépés | Gól |
| ------------- | -------- | ------------- | --- |
| Lengyelország | 2021     | 1             | 0   |
| Lengyelország | 2022     | 8             | 0   |
| Lengyelország | 2023     | 5             | 0   |
| Lengyelország | 2024     | 13            | 3   |
| 2025          | 2        | 0             |     |
| Összesen      | Összesen | 29            | 3   |

## Sikerei, díjai

### Klub
AS Roma
- UEFA Konferencia Liga
  - Győztes (1): 2021–22[13]
- Európa-liga:
  - Döntős (1): 2022–23

 Internazionale
- UEFA-bajnokok ligája
  - Döntős (1): 2024–25[14]
- Olasz szuperkupa:
  - Döntős (1): 2024

### Egyéni
- Az év fiatal lengyel labdarúgója: 2022[15]